# Acusação em espelho
Acusação em espelho, política de espelho, propaganda de espelho, propaganda de imagem espelhada ou argumento de espelho é uma técnica de incitação ao discurso de ódio. A acusação em espelho consiste em imputar falsamente aos adversários as intenções do próprio acusador e/ou a ação que ele está em processo de decretar.
O termo em francês, "accusation en miroir" ("acusação em espelho"), foi descrito em um parágrafo de um manual de educação de adultos de 1970 intitulado "Psychologie de la publicité et de la propagande" (francês, "A psicologia da publicidade e da propaganda"), parte de uma série ampla e abrangente de publicações do "ESF Collection formation permanente" (francês, "ESF Acervo de formação continuada") voltada à educação e formação profissional de adultos. O autor e editor francês, Roger Mucchielli, pretendia que o material ensinasse pessoas a identificar técnicas de publicidade e propaganda para frustrá-las. Mucchielli explicou como o perpetrador que pretende iniciar uma guerra proclamará suas intenções pacíficas e acusará o adversário de belicismo; quem usa o terror acusará o adversário de terrorismo.
Diferente do pretendido, no genocídio em Ruanda em 1994, a acusação em espelho foi usada com outras técnicas de propaganda pelos hutus para incitar o genocídio. Ao invocar a autodefesa coletiva, a "acusação em espelho" justificaria o genocídio, assim como a autodefesa é uma defesa contra o homicídio individual. Susan Benesch observou que, enquanto a desumanização "faz o genocídio parecer aceitável," a acusação em espelho o faz parecer necessário.
Em 1999, uma equipe de direitos humanos trabalhando sob a direção da historiadora Alison Des Forges encontrou um documento anônimo mimeografado em uma cabana hutu ruandesa. O documento, intitulado "Note relative à la propagande d'expansion et de recrutement" (francês, "Nota sobre a propaganda de expansão e de recrutamento"), incluía o termo "accusation en miroir" como descrito por Mucchielli, junto a uma análise da psicologia subjacente à propaganda, transformando o livro de psicologia de Mucchielli em um manual de propaganda. O termo evoluiu durante o Tribunal Penal Internacional para o Ruanda (TPIR) para se referir a uma forma extrema de discurso de ódio considerada incitação ao genocídio.
Des Forges, que testemunhou no caso de 1998 do TPIR "The Prosecutor v. Jean-Paul Akayesu" (inglês, "O Promotor versus Jean-Paul Akayesu"), descreveu a "política de espelho" ou "acusação em espelho." O Gabinete do Conselheiro Especial das Nações Unidas sobre Prevenção do Genocídio define "política de espelho" como uma "estratégia comum para criar divisões fabricando eventos pelos quais uma pessoa acusa outras do que ela mesma faz ou quer fazer." O gabinete inclui a "política de espelho" na sua Estrutura de Análise sobre Genocídio como parte de uma categoria levada em consideração na sua determinação de "risco de genocídio em uma dada situação." Kenneth L. Marcus e Gregory S. Gordon investigaram maneiras em que a "acusação em espelho" foi usada para incitar o ódio e como seu impacto pode ser mitigado.

## Utilização no século XXI
Segundo um artigo de 2019 do Southern Poverty Law Center de Montgomery, Alabama, as investigações sobre o aumento da violência por extremistas de direita foram "subvertidas por conservadores que insistiam que a ameaça real vinha da esquerda." O artigo descreveu como os Proud Boys frequentemente usavam o "truque retórico" da "acusação em espelho," essencialmente uma versão perversa da instrução de "fazer aos outros o que eles fazem a você," culpando "ativistas esquerdistas e antifascistas" pelo aumento da violência contra "patriotas" como eles. Em um vídeo do YouTube de novembro de 2018, Gavin McInnes, o fundador dos Proud Boys, disse: "Estamos sitiados. Somos ameaçados com violência física real regularmente."
Em seu artigo de 25 de janeiro de 2022, a chefe do escritório da CNN em Moscou, Jill Dougherty, descreveu a representação da Ucrânia pela mídia russa durante a crise russo-ucraniana de 2021 como "propaganda de imagem espelhada," citando como exemplo a maneira como as forças da OTAN foram descritas como "executando um plano em andamento há anos: cercar a Rússia, derrubar o presidente Vladimir Putin e assumir o controle dos recursos energéticos da Rússia."

## Na cultura popular
O mote do segundo episódio da 11ª temporada da série de televisão americana de ficção científica The X-Files, que foi ao ar em 10 de janeiro de 2018 na Fox, é "acuse seus inimigos daquilo de que você é culpado."